# 塞納烏
15°24′59″N 89°49′13″W / 15.41639°N 89.82028°W

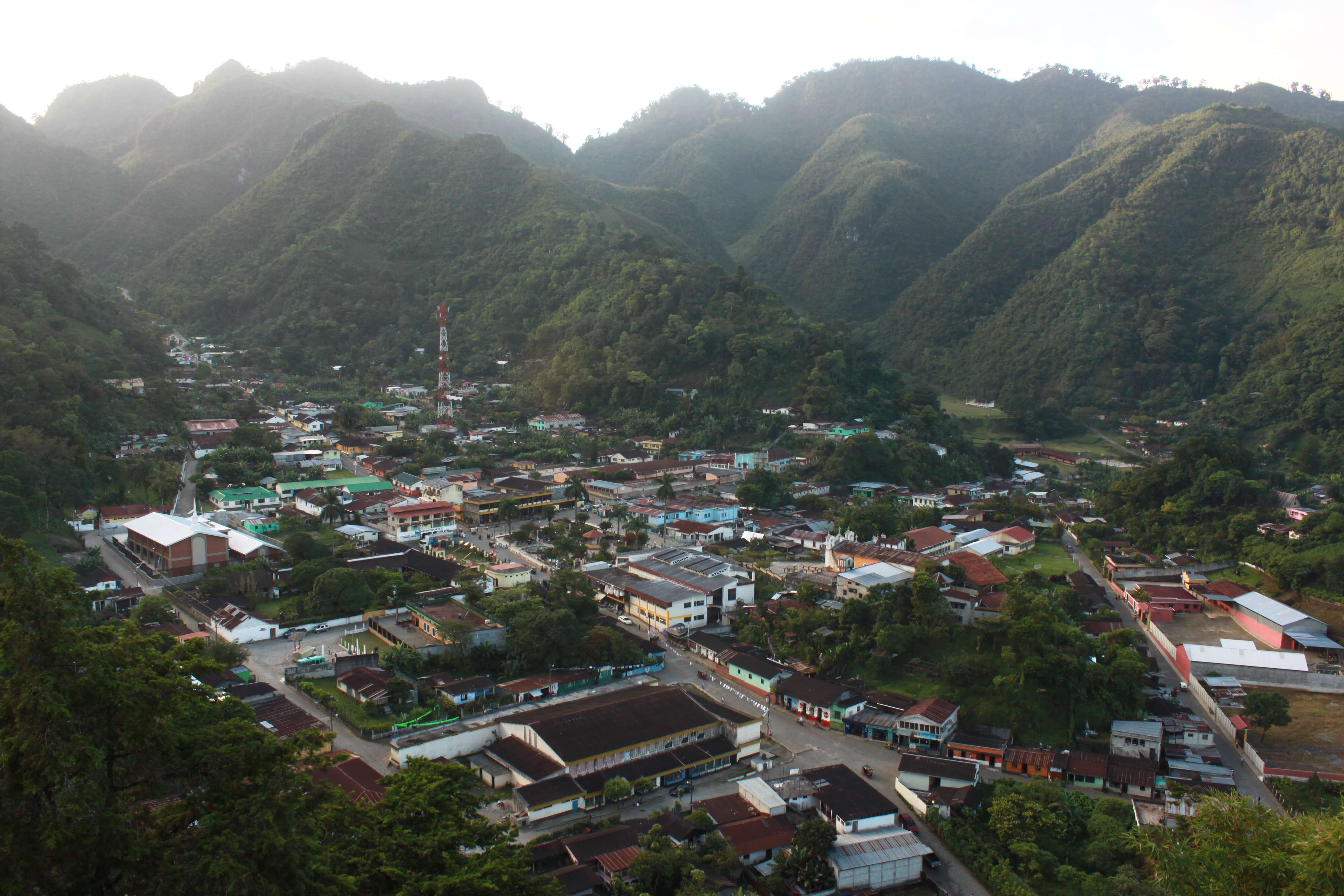
塞纳乌地区（摄于2015年）

塞納烏（西班牙語：Senahú），是危地馬拉的城鎮，位於該國北部，由上維拉帕斯省負責管轄，面積336平方公里，海拔高度970米，2002年人口54,471，人口密度每平方公里162.12人。